# Vascellum
Genre
Vascellum est un genre de champignons basidiomycètes de la famille des Agaricaceae.

## Liste des espèces
- Vascellum abscissum (R. E. Fr.) Kreisel, (1962)
- Vascellum angulatum (Dissing & M.Lange) P.Ponce de León, (1970)
- Vascellum cingulatum Homrich, (1988)
- Vascellum cruciatum (Rostk.) P. Ponce de León, (1970)
- Vascellum cuzcoense Homrich, (1988)
- Vascellum delicatum Homrich, (1988)
- Vascellum djurense (Henn.) P. Ponce de León, (1970)
- Vascellum endotephrum (Pat.) Demoulin & Dring, (1975)
- Vascellum floridanum A. H. Sm., (1974)
- Vascellum hyalinum Homrich, (1988)
- Vascellum intermedium A. H. Sm., (1974)
- Vascellum lloydianum A. H. Sm., (1974)
- Vascellum pampeanum (Speg.) Homrich, (1988)
- Vascellum qudenii (Bottomley) P. Ponce de León, (1970)
- Vascellum rhodesianum (Verwoerd) P. Ponce de León, (1970)
- Vascellum texense A. H. Sm., (1974)
- Vascellum vanderystii (Bres.) P. Ponce de León, (1970)